# Francisco (Indiana)
Pour les articles homonymes, voir Francisco.
Francisco est une municipalité américaine située dans le comté de Gibson en Indiana.
Lors du recensement de 2010, sa population est de 469 habitants. La municipalité s'étend sur 0,50 mille carré (1,29 km2).
Francisco est fondée en 1851 par John Perkins.